# Gravesend (Brooklyn)

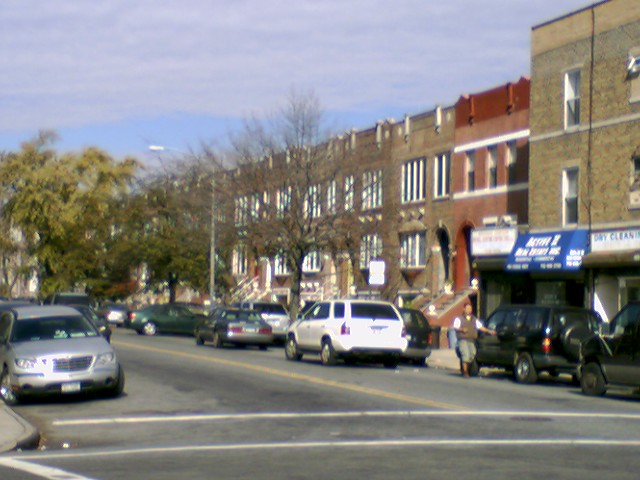
VanSicklen Avenue

Gravesend is een wijk in het zuiden van het stadsdeel Brooklyn in New York.
De herkomst van de naam Gravesend is niet helemaal duidelijk. Volgens sommigen zou het vernoemd zijn naar de Engelse havenstad Gravesend nabij Londen. Een andere mogelijke verklaring is dat Willem Kieft, gouverneur van Nieuw-Nederland, het vernoemd heeft naar de Zuid-Hollandse plaats 's-Gravenzande.
Gravesend heeft ruim 181.000 inwoners (2007).

## Geografie
Gravesend ligt in het zuiden van Brooklyn. De grenzen van de wijk zijn in het oosten Coney Island Avenue, in het westen Stillwell Avenue, in het noorden Kings Highway en in het zuiden Coney Island Creek en Shore Parkway.
Het centrum van Gravesend zijn nog steeds de oorspronkelijke vier blokken omringd door Van Sicklen Street, Village Road South, Village Road East en Village Road North. In dit gebied zijn nog steeds het huis van Deborah Moody (de stichtster van Gravesend) en de begraafplaats van de familie Van Sicklen te vinden. In de buurt ligt ook de Old Gravesend Cemetery, waar Lady Moody waarschijnlijk begraven ligt.
Gravesend heeft drie metrolijnen: D, F en N.
Bedford-Stuyvesant · Coney Island · Flatbush · Gravesend · Greenpoint · Red Hook · Sunset Park · Williamsburg